# Popkorn
Popkorn je družbeni roman slovenskega pisatelja in prevajalca Andreja E. Skubica, tema romana pa je končana mladost in ponovno iskanje samega sebe. Posebnost knjige je, da junaki govorijo v pogovorni ljubljanščini.

## Vsebina
Kot glavna oseba v knjigi Popkorn nastopa Valter Koren, devetintridesetletni samski moški in diplomiran zgodovinar. Dogajanje je umeščeno v Ljubljano v leto 2006. 
Valter Koren dela pri Aniti v turistični agenciji Globus, kjer pa ne uživa, saj mu Anita onemogoči uresničiti vsako idejo in se ji vse zdijo neumna potrata denarja. Zato želita skupaj s prijateljem Bobijem narediti poseben turistični program za vodenje po Ljubljani in sicer po različnih točkah po mestu, kjer so nekoč izvajali javne umore. 
Valterjevo ljubezensko življenje se je končalo pred nekaj leti, ko je končal ljubezensko razmerje z dolgoletno partnerko Klementino. Od takrat naprej nima preveč dobrih odnosov z ženskami, še z nekdanjo kolegico z univerze, Petro, se ne mara preveč družiti, čeprav ga ima ona rada za prijatelja. Nekega dne se v Valterjev blok preseli zelo lepa punca, za katero kasneje izve, da je prostitutka. Imenuje jo Seksa Nepodbevšek, njenega pravega imena v zgodbi ne izvemo. Z njo ima zelo zanimiv odnos, zelo jo spoštuje in bi ji rad ponudil pomoč vendar ob vsakem njunem srečanju le odgovarja na njeno obnašanje, nikoli ne prevzame pobude, da bi jo spoznal bolje. 
Na presenečenje vseh, na koncu zgodbe ugotovimo, da Valter in Petra postaneta par.  

## Nagrade
Delo je bilo izbrano za najboljši roman iz sodobnega življenja na natečaju Cankarjeve založbe 2006. Leta 2007 pa je delo dobilo Župančičevo nagrado in bilo nominirano za nagrado kresnik. 

## Kritika
V januarski številki (2007) revije Sodobnost je roman bil deležen kritike. Avtorica je predvsem poudarila razdrobljenost glavne zgodbe na več krajših zgodb, o katerih razmišlja glavni junak Valter Koren. Glavni junaki, ki so v glavnem pesimistični zaradi izgubljene mladosti in iskanja samih sebe, se zatekajo k potrošništvu in kapitalizmu, ker bi le tako dosegli idealno življenje v tem hitrem tempu današnjega časa. 
Omenjene so tudi Skubičeve jezikovne inovacije (ljubljanski pogovorni jezik), ki pa, kot je navedeno v članku, ne dosegajo avtorjevega romana Fužinski bluz.